# Remigio Cantagallina
Remigio Cantagallina (Borgo Santo Sepolcro, 1582 ou 1583 - Florence, 1656) est un peintre et un graveur italien.

## Biographie
Remigio Cantagallina est principalement connu pour ses gravures de paysages et des sujets religieux, influencé par  Paul Bril, et disciple et ami des Florentins Giulio Parigi et Jacopo Ligozzi.
En 1612 et 1613, il voyage à travers les Flandres et la France, où il enseigne le dessin et la gravure à Jacques Callot avant son départ pour Rome, ainsi qu'à Stefano della Bella et Niccolo Angeli. 
Après 1648, il enseigne aussi les bases de la gravure au scientifique et naturaliste arétin Francesco Redi. 
Une de ses plus fameuses œuvres est L'ultima cena conservée au musée civique de Sansepolcro.

## Œuvre

### Dessins
Beaux-Arts de Paris :
- Paysage avec un bouquet d'arbres entre deux cours d'eau, plume et encre brune sur tracé à la pierre noire, H. 0,333 ; L. 0,454 m[1].
- Paysage avec une rivière et un pont au premier plan, plume et encre brune, H. 0,280 ; L. 0,429 m[2]. Ces deux dessins sont des témoignages de la campagne romaine. Ils sont caractéristiques de l'art de Cantagallina qui utilise de manière récurrente les mêmes motifs, tels que les monticules de terre, les arbres aux racines apparentes, les feuillages touffus, etc. Les bouquets d'arbre servent quant à eux à différencier les différents plans qui s'échelonnent[3].
- Paysage d'Italie avec monastère et deux moines au premier plan, plume et encre brune, lavis brun sur un tracé à la sanguine et à la pierre noire, H. 0,171 ; L. 0,237 m[4]. Anciennement attribué à Paul Bril. Ce dessin est à situer dans la deuxième partie de la carrière de l'artiste, peu de temps après son voyage dans les Pays-Bas méridionaux entre 1611 et 1614. Il s'apparente par sa facture à celle de la Pieve di Pratieghi du British Museum, daté de 1616. L'influence flamande qu'il subit lors de son séjour transparaît sur le dessin des Beaux-Arts, ce qui explique l'ancienne attribution au maître du paysage panoramique qu'est Paul Bril[5].